# Discurso Secreto
O chamado Discurso Secreto ou Relatório Khrushchov, cujo nome oficial é Sobre o culto à personalidade e suas consequências, é uma famosa intervenção do político soviético Nikita Khrushchov durante o XX Congresso do Partido Comunista da União Soviética, em 25 de fevereiro de 1956. No discurso, Khrushchov reafirma sua crença nos ideais comunistas, invocando as ideias de Lenin, ao mesmo tempo que critica o regime de Stalin, particularmente pelos brutais expurgos de militares de alto escalão e de quadros superiores do Partido — o chamado Grande Expurgo, entre 1934 e 1939 —, e pelo culto à personalidade de Stalin. O discurso foi um marco na Era Khrushchov. Foi um sinal da intensa disputa pela liderança soviética, na qual Khrushchov procurava desacreditar os "stalinistas", notadamente Lavrentiy Beria. Significou, também, uma mudança da linha oficial do Partido Comunista da União Soviética e dos seus postulados baseados no chamado "stalinismo". O discurso adquiriu o nome da sessão na qual foi pronunciado, a portas fechadas, sem a presença de convidados estrangeiros. O texto original só foi publicado em sua totalidade no dia 3 de março de 1989, pela gazeta oficial do Comitê Central do Partido, já no período da glasnost — abertura do regime promovida por Mikhail Gorbatchov.

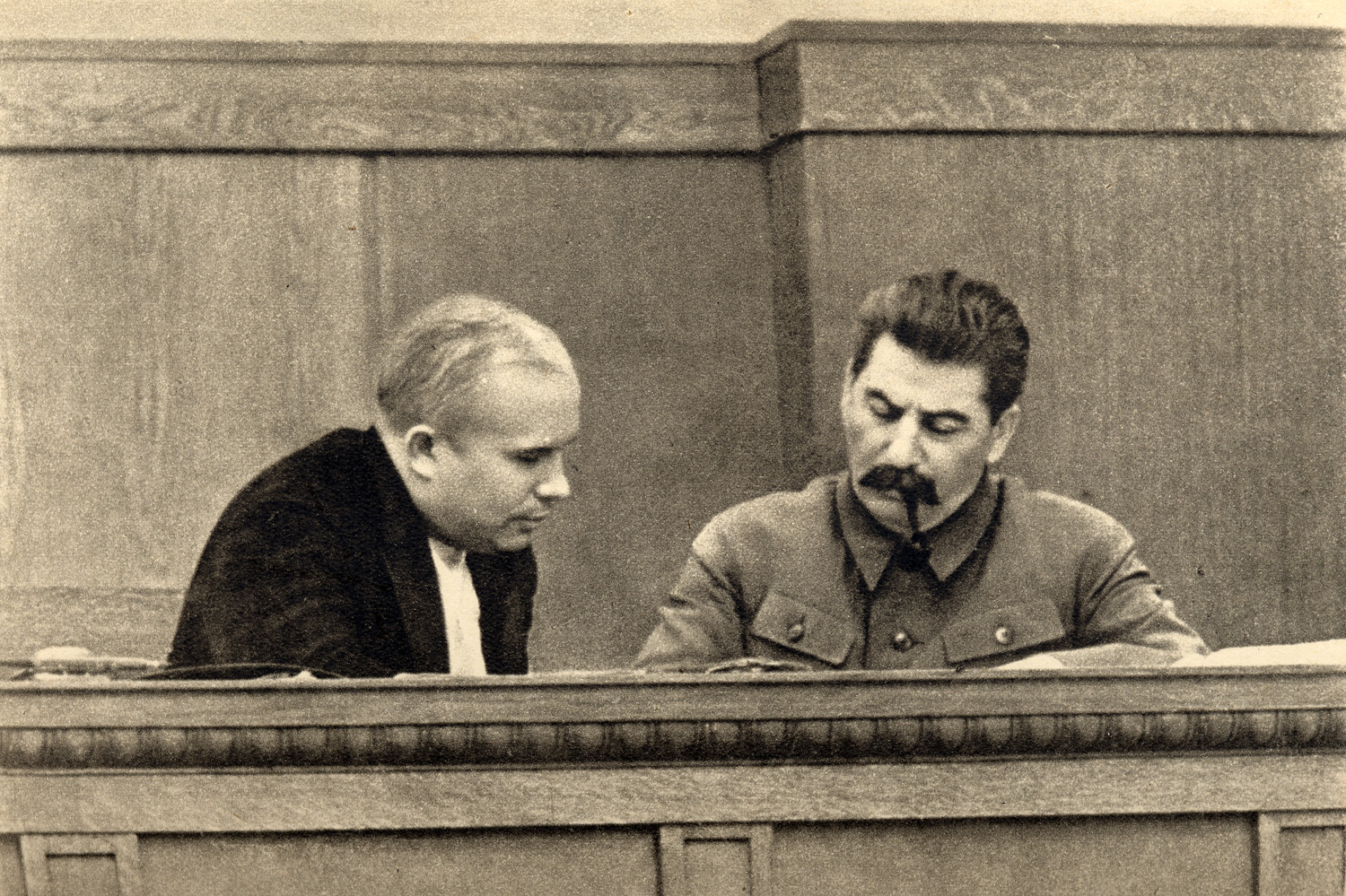
Khruschov e Stalin despachando, em 1936.

## História
Ao contrário do que se acredita, o discurso secreto não significou a primeira dissidência dos novos governantes da União Soviética em relação a Stalin. Antes do discurso, já se haviam dado os primeiros passos em direção ao fim da estrutura repressiva que reinava no país.
De fato, o discurso baseia-se em parte nas conclusões obtidas pela chamada Comissão Chvernik, um grupo especial do Comitê Central do Partido Comunista da União Soviética, criado a 31 de janeiro de 1955 com o fim de investigar a repressão contra os delegados do XVII Congresso do Partido de 1934.
Ao final dos trabalhos, a comissão reuniu evidências suficientes para denunciar que, entre os anos de 1938 e 1939, durante os momentos mais agitados do Grande Expurgo, mais de um milhão e meio de membros do Partido Comunista da União Soviética haviam sido acusados de realizar "atividades antissoviéticas", e, dentre estes, pelo menos 680 000 haviam sido executados. Estudos contemporâneos ampliam essa cifra para mais que o dobro. O número foi estabelecido considerando as listas que haviam sido assinadas pelo próprio Stalin.
A partir de 1956, os novos dirigentes do estado comunista enfrentaram o lento processo de reabilitação dos chamados "velhos bolcheviques" e liberação dos internos dos campos de trabalho forçados. As vítimas dos chamados "processos de Moscovo" só foram reabilitadas em plenitude por volta de 1988.

## Divulgação do discurso
Pouco depois do discurso pronunciado no congresso do Partido, a notícia foi passada a um jornalista da agência Reuters, John Rettie. Pouco antes de viajar para Estocolmo, Rettie foi informado sobre a fala de Khrushchov por Kostya Orlov. Portanto, a imprensa ocidental sabia do discurso já no início de março. Rettie, por sua parte, acreditava que a informação fora propositalmente passada pelo próprio Khrushchov usando um intermediário.
Em 5 de março de 1956, o Presidium do Partido Comunista da União Soviética ordenou, a todas as organizações partidárias, bem como aos membros do Komsomol, que o informe de Khrushchov fosse lido em todas as reuniões, tanto em presença dos militantes como dos não membros. Assim, o conteúdo do discurso tornou-se conhecido de quase toda a população soviética no mesmo ano em que foi pronunciado. Apesar disto, o texto completo do discurso só foi publicado em 1989.
Pouco depois de pronunciado o discurso, foram enviadas cópias dele aos principais dirigentes dos partidos comunistas da Europa Oriental. Aos dirigentes ou militantes de outros partidos não foi informado de sua existência, até que foi publicado pela imprensa estadunidense.
Há também uma outra história sobre a forma curiosa pela qual o texto chegou a ser conhecido fora da órbita soviética. O documento foi recebido pelos líderes dos países comunistas europeus. No caso da Polónia, foi recebido também pelo primeiro secretário do Partido Comunista Polonês, Edward Ochab. Uma de suas secretárias, de nome Lucía Baranowski, emprestou-o a seu noivo, o judeu Viktor Grayevsky que era jornalista e sabia dos rumores sobre a existência do discurso. Ao tê-lo em suas mãos, levou-o à embaixada de Israel em Varsovia, onde o emprestou a um agente da inteligência israelense, Yaakov Barmor, que fotografou o documento e enviou os negativos a Jerusalém. O material chegou a Israel em 13 de abril de 1956. Os serviços secretos israelenses tinham um pacto secreto de colaboração com a inteligência americana e remeteram uma cópia ao diretor da CIA, Allen Welsh Dulles, que, após comprovar a autenticidade do material, deu conhecimento do texto — intitulado "XX Congresso do Partido: discurso do camarada Khrushchov" — ao presidente dos Estados Unidos, Dwight Eisenhower, sendo autorizado a transmiti-lo ao New York Times, para publicação.

## Estrutura do discurso
A estrutura (parcial) do discurso é a seguinte:
- Denúncia do culto a Stalin.
  - Menções aos textos clássicos do marxismo-leninismo nos quais é atacado ao culto da personalidade;
  - Referências a manifestações de culto à personalidade de Stalin, através da arte (música, pintura), nomes de cidades etc.
  - Menções ao testamento de Lenin e de escritos de Nadejda Krupskaia, nos quais se critica o caráter de Stalin.
  - Antes de Stalin, a disputa ideológica com o trotskismo era puramente intelectual, e foi Stalin quem introduziu o conceito de "inimigo do povo".
  - Violação por parte de Stalin das normas acerca da liderança coletiva.
    - Repressão contra os "velhos bolcheviques" e os delegados ao XVII Congresso: dos 1966 delegados, 1108 foram acusados de ser contrarrevolucionários e 848 deles foram executados; dos 139 membros e candidatos ao Comité Central, 98 foram declarados "inimigos do povo".
    - Depois da brutal repressão, Stalin deixou de considerar as opiniões coletivas.

  - Exemplos da "repressão stalinista":
    - Criação de provas falsas para acusar seus inimigos.
    - Exagero de seu papel durante a Grande Guerra Patriótica (conflito entre a União Soviética e a Alemanha Nazista durante a Segunda Guerra Mundial)
    - Deportação das nacionalidades.
    - Complô dos médicos

## Trechos do discurso
| “ | Stalin descartou o método leninista de convencer e educar, ele abandonou o método de luta ideológica em favor da violência, repressões em massa e terror. | ” |

| “ | … É claro que Stalin mostrou em toda uma série de casos sua intolerância, sua brutalidade e seu abuso de poder. Em vez de provar sua correção política e mobilizar as massas, muitas vezes ele escolheu o caminho da repressão e aniquilação física, não só contra os inimigos reais, mas também contra as pessoas que não tinham cometido qualquer crime contra o partido e o governo soviético. Aqui vemos nenhuma sabedoria, mas apenas uma demonstração da força brutal que outrora tão alarmou Lenin. | ” |